# Émir Nowruz
L’émir Nowruz (en persan : nūrūz/nowrūz, نوروز, « nouvelle lumière ») ou Naûroûz, Nevrouz, mort le 13 août 1297, est un aristocrate mongol de Perse, actif sous la dynastie mongole des Houlagides (ou Ilkhanides), notamment comme ministre de l’ilkhan Ghazan de 1295 à 1297, qui le fait finalement exécuter.

## Introduction: la dynastie houlagide
Entre 1255 et 1260, a lieu la conquête de la Perse et de l’Irak (Bagdad est prise en 1258) et le renversement du califat abbasside par l’armée mongole d’Houlagou Khan, sous le règne du quatrième Grand Khan Möngke. 
Houlagou Khan (1217-1265) est le fondateur de la dynastie des Houlagides ou Ilkhanides :   
- Houlagou Khan (1256-1265), petit-fils de Gengis Khan par Tolui
- Abaqa (1265-1282), fils d’Houlagou
- Teküder (1282-1284), fils d’Houlagou ; converti à l’islam sous le nom d’Ahmad
- Arghoun (1284-1291), fils d’Abaqa
- Ghaykhatou (1291-1295), fils d’Abaqa
- Baïdou (1295), petit-fils d’Houlagou Khan par Taragay
- Ghazan (1295-1304), fils d’Arghoun ; converti à l’islam sous le nom de Mahmud
- Oldjaïtou(1304-1316), fils d’Arghoun
- Abu Saïd Bahadur (1316-1335), fils d’Oldjaïtou

## Biographie

### Origines familiales et jeunesse
Nowruz est le fils d’Arghun Agha, mongol d’origine Oïrate, administrateur civil de la Perse[réf. nécessaire] sous domination mongole entre 1243 et 1255, avant la période houlagide. 
Arghun Agha décède près de Tus en 1278 à un âge avancé. Dès lors, Nowruz considère le Khorasan comme son domaine. 

### Le règne d’Arghoun
En 1284, Arghoun, fils de l’il-khan Abaka entreprend de renverser l’il-khan Ahmad Teküder auquel les Mongols reprochent sa conversion à l’islam et l’intolérance dont il fait preuve. Un traquenard est imaginé au cours d’un banquet prévu le 18 janvier 1274, mais le complot est éventé par l’un des conjurés. Tous les complices qui ont avoué le complot sont exécutés dans la semaine qui suit. Arghoun réunit ses armées du Mazandéran et du Khorasan. Dans sa marche vers l’ouest, il apprend à Demavend que l’adversaire est en route, avait dépassé Qazvin et saccagé la région de Ray. Arghoun demande à Nowruz de se joindre à lui. Les deux avant-gardes se rencontrent entre Ray et Qazvin. L’affrontement des deux armées a lieu le 4 mai au-delà de Qazvin, Arghoun doit se replier vaincu par une armée plus nombreuse que la sienne. Pendant sa retraite il est rejoint par un général au service d’Ahmad Teküder qui lui dit que les armées n’avaient pas l’ordre de la combattre mais au contraire de l’inviter à venir rencontrer l’il-khan. Arghoun pour se donner du temps envoie le général Qutlugh Châh comme émissaire. Ahmad Teküder renouvelle son offre de négociation. Il continue sa route vers l’est pour aller retrouver des pâturages pour ses chevaux. Arghoun fuit jusqu’aux environs de Tus au Khorasan où il se réfugie dans une forteresse partiellement ruinée. Il est contraint de faire une humiliante soumission. Arghoun parvient à rassembler autour de lui tous les princes du sang et Ahmad Teküder doit revenir vers l’Azerbaïdjan abandonné par la plupart de ses généraux. Il est interrompu dans sa fuite et capturé puis ramené vers Arghoun qui n’a pu réunir qu’une petite troupe de quelques centaines de cavaliers. Le 10 août 1284, Ahmad Teküder est tué par rupture de la colonne vertébrale.
Arghoun arrivé au pouvoir, distribue les postes de gouverneur à ceux qui l’ont soutenu pendant son affrontement avec Ahmad Teküder. Son fils Ghazan reçoit le Mazandéran, la province de Ray et l et le Khorasan, Nowruz est son lieutenant général. Nowruz, bien qu’il soit resté fidèle à Ghazan craint de subir le même sort que ceux qui ont soutenu Ahmad Teküder parce qu’il est musulman comme l’était le précédent il-khan. Sous le prétexte de passer en revue ses troupes et de les tenir prêtes à marcher au premier ordre contre l’ennemi dont on annonce l’approche du côté du Djihoun, il quitte Ghazan à Merv, laissant toutefois ses proches. Au printemps 1289, Ghazan est dans des prairies aux environs de Sarakhs. Nowruz multiplie les prétextes pour ne pas venir rejoindre Ghazan qui devient soupçonneux. Dans le même temps la famille demande à Ghazan la permission d’aller à un mariage. Ghazan, parti pour Tus, envoie un de ses officiers enjoindre à Nowruz de le rejoindre au bord de la rivière Keshef Rud. Nowruz met à la torture le messager de Ghazan mais ne peut rien en tirer. Il ne l’exécute pas à la demande de son épouse, mais il l’emprisonne et part en campagne. Il surprend le camp des généraux de Ghazan sur les rives de la Keshef Rud. Les troupes de Nowruz chargent. Trois généraux sont pris. Ghazan, resté à l’écart, a le temps de s’éloigner et passe au Mazandéran. Ghazan arrive dans le Mazandéran cinq jours plus tard et prend la tête des troupes de la province. Il fait exécuter tous ceux qui sont soupçonnés de complicité avec Nowruz. L’il-khan Arghoun envoie des troupes de renfort commandées par Baïdou, mais Ghazan est parti seul à la rencontre de Nowruz. Les troupes qui l’accompagnaient se désistent et Ghazan doit se replier et attendre les armées envoyées par son père. Nowruz craint la bataille. Il est poursuivi par Ghazan de Djâm à Hérat puis à Sabzevar. Ghazan cesse la poursuite pendant l’été et passe l’hiver suivant près de Nichapur. Pendant l’été 1290, le manque de vivres contraint Ghazan à renvoyer Baïdou avec ses troupes. Nowruz quant à lui parvient à réunir une armée de plus de 30 000 hommes rassemblés dans la région du Djihoun et de Sheberghan. Il répand la terreur dans le Khorasan. Ghazan est à Tus mais devant cet adversaire beaucoup plus puissant que lui, il se replie jusqu’à Bastam. Nowruz ne le poursuit pas jusque-là. 

### Le règne de Ghaykhatou
Arghoun décède le 7 mars 1291. La nomination de Ghaykhatou ne se fait pas sans contestation, certains préfèreraient Baïdou, d’autres Ghazan. Baïdou refuse la proposition qu’on lui fait, la succession devant échoir soit au fils, soit au frère du défunt selon la yassa (« la loi / le code ») mongole. Il envoie à Ghaykhatou son acte de soumission. Un certain nombre de ceux qui viennent vers Baïdou pour faire allégeance repartent déçus et quelque peu inquiets car ils craignent une vengeance de Ghaykhatou pour lui avoir préféré Baïdou. L’émir Chupan est de ceux qui vont au devant de Ghaykhatou. Le dimanche 22 juillet 1291, on célèbre l’intronisation du nouvel il-khan Ghaykhatou. 
Ghazan qui a été obligé d’évacuer le Khorasan, apprend la mort de son père à Semnan. Lorsque Ghaykhatou est proclamé il lui envoie un officier pour lui exposer le mauvais état de l’armée et la triste situation du Khorasan. Il reçoit des renforts et peut revenir au Khorasan au printemps 1292. Il va jusqu’à Hérat et ne rencontre que des régions dévastées par Nowruz. Au printemps 1293, il laisse l’armée du Khorasan sous les ordres de Qutlugh Châh et part vers la cour du nouvel il-khan Ghaykhatou malgré l’ordre formel de rester à son poste. Arrivé à Tabriz, on lui réitère l’ordre de rester au Khorasan. Sur le chemin du retour il apprend que Qutlugh Châh vient de remporter une victoire sur l’émir Nowruz qui s’est réfugié dans les montagnes au nord de Nichapur. 
Nowruz est toujours en révolte mais il a un nouvel adversaire en Baïdou qu’il essaie de chasser au-delà de l’Amou-Daria (Oxus ou Jihoun). Il échoue dans cette entreprise et doit se replier sur Hérat. De là, il part faire le siège de Nichapur. Il est trahi par un de ses lieutenants et préfère alors sur les conseils de son épouse à demander la clémence de Ghazan. À la fin de l’année 1294, Nowruz exprime sa demande de clémence en promettant complète fidélité à Ghazan. Ce dernier accorde son pardon et se dirige vers Merv pour y rencontrer Nowruz.
En juin 1294, Baïdou est à la cour. Ghaykhatou ivre provoque un incident qui offense vivement Baïdou. Ce dernier de retour dans ses quartiers d’hiver à Daquq (en) rassemble autour de lui plusieurs généraux cantonnés dans la région de Bagdad. Ces généraux sont offusqués par l’inconduite de Ghaykhatou. L’insurrection contre Ghaykhatou s’organise et prend de l’ampleur. Le 12 mars 1295, Baïdou se met en marche vers Tabriz avec le projet de renverser Ghaykhatou. L’il-khan est arrêté et étranglé avec la corde de son arc le 23 avril 1295. Ses familiers sont tués le 6 mai suivant. 

### Le règne de Baïdou
Après le meurtre de Ghaykhatou, ceux qui lui sont restés fidèles sont exécutés par Baïdou. Il est intronisé au cours du mois d’avril 1295 à Hamadan. Lorsque Ghazan apprend la révolution qui a mis Baïdou sur le trône. Il est affligé par cette nouvelle. Ghazan prend la route de l’Azerbaïdjan et s’arrête entre Ray et Qazvin pour tenir conseil avec ses officiers. Nowruz convainc Ghazan que ceux qui ont mis Baïdou sur le trône, l’on fait parce qu’ils craignent de le voir se venger de l’assassinat de son père. Nowruz encourage Ghazan à continuer sa marche. Baïdou, inquiet, prend la décision d’aller au-devant de Ghazan. Le jeudi 19 mai 1295, les deux armées se rencontrent à l’ouest du Sefid Rud. Dans la suite de Ghazan, il y a Nowruz et Qutlugh Châh qui charge avec l’aile droite sans attendre. L’un des généraux de Baïdou est tué pendant cette charge. Un émissaire de Baïdou sort des rangs pour se prosterner devant Ghazan et lui faire une proposition de partage du pouvoir. Nowruz veut en découdre contre son ancien adversaire mais Ghazan préfère la négociation. Le lendemain, Baïdou est inauguré il-khan. Il promet de satisfaire aux demandes de Ghazan. Le soir, chacun retourne dans son camp. Des tentatives de rencontre avortent, Ghazan préfère s’éloigner jusqu’au pied du mont Demavend. Le 19 juin 1295, Ghazan fait sa conversion à l’islam. Après s’être purifié par un bain et vêtu d’habits neufs, il répète à plusieurs reprises la formule de la profession de foi musulmane. Ses soldats et ses officiers suivent son exemple le jour-même.
En août, Ghazan reçoit un message secret de plusieurs généraux de Baïdou dont Chupan, qui l’assurent de leur soutien. Nowruz part en avant avec quatre mille hommes en faisant en sorte que son approche reste secrète jusque sur les rives du Sefid Rud. Fin septembre, un général de sa garde avertit Baïdou de l’approche de Nowruz. Baïdou ordonne de se mettre en marche pour le combat mais des généraux profitent de la nuit pour changer de camp avec une grande partie de la troupe. Baïdou ainsi abandonné ne peut que fuir vers Marand. Au cours de la poursuite qui s’ensuit, Ghazan est rejoint par les transfuges qui viennent renforcer son armée. Arrivé à Marand, Ghazan s’arrête et attend le retour de Nowruz et Qutlugh Châh qui continuent vers l’Araxe la poursuite derrière Baïdou. Le fuyard est rattrapé près de Nakhitchevan. Nowruz tient son ennemi. Baïdou demande d’être conduit vers Ghazan qui envoie l’ordre d’en terminer avec Baïdou. Le 5 octobre, après un festin, Baïdou est mis à mort près de Maragha.

### Le règne de Ghazan
Gazan fait exécuter quelques autres dignitaires. Nowruz et Qutlugh Châh reviennent de leur expédition le 12 octobre. Les prisonniers qu’ils ramènent sont à leur tour exécutés le 15 malgré les demandes d’intersession, Nowruz ayant une vengeance à assouvir contre certains d’entre eux. En automne Ghazan part pour sa résidence d’hiver à Muğan. Newruz reçoit tous les honneurs et impose sa volonté d’islamiser l’État : il fait changer les entêtes des messages pour y mettre la formule rituelle au nom de Dieu, la forme du sceau royal de carré devient circulaire et les monnaies portent désormais la formule de la profession de foi musulmane. Le dimanche 3 novembre 1295, Ghazan est officiellement intronisé il-khan et prend le nom de sultan Mahmud.
En décembre 1296, le Khorasan dégarni de ses troupes est à nouveau menacé depuis la Transoxiane. Nowruz est chargé de la mission d’aller au Khorasan. À l’approche de Nowruz, les armées qui viennent de ravager le Khorasan et le Mazandéran se replient au-delà de l’Amou-Daria.
La cour de Ghazan s’établit à Bagdad. Le 10 mars 1297, Ghazan se rend à Hamadan, il est mécontent de l’arrogance prise par Nowruz. Avant l’intronisation de Ghazan, Nowruz avait écrit au sultan mamelouk pour solliciter son appui au nom de la religion pour vaincre le prince païen qu’était Baïdou. La réponse du sultan mamelouk n’est arrivée qu’après l’intronisation de Ghazan. Les adversaires de Nowruz profitent de cela pour accréditer la rumeur sa collusion avec l’ennemi. Ghazan, très en colère, fait tuer tous les parents de Nowruz ; il donne à Qutlugh Châh le mandat d’aller l’arrêter au Khorasan. Lorsque Qutlugh Châh arrive à Demavend, les généraux placés à Ray ont déjà été exécutés. Newruz sort de Nichapur pour attaquer l’avant-garde de Qutlugh Châh. Newruz perd la bataille bien que ses forces soient supérieures en nombre. Ses deux fils sont pris et tués. À son approche de Hérat, Fakhr al-Dîn, le souverain Kert de la ville se propose de l’accueillir. Nowruz entre dans Hérat avec quatre cents hommes. Et se rend en compagnie de Fakhr al-Dîn dans la citadelle. À peine Nowruz est-il entré dans Hérat que Qutlugh Châh paraît devant les murs de la ville. La ville, bien fortifiée résiste au siège. Qutlugh Châh écrit au grand mufti de Djâm, beau-père de Fakhr al-Dîn, une lettre où il dit sa menace de détruire Hérat si le prince ne lui livre pas Nowruz. Ghazan fait parvenir à Nowruz une copie de cette lettre afin de semer le doute sur la confiance qu’il peut faire à Fakhr al-Dîn. Le prince pensant que tôt ou tard la ville risque de tomber et que Nowruz a violé le serment de ne jamais porter les armes contre Ghazan, décide de livrer Nowruz. Fakhr al-Dîn avertit Qutlugh Châh de l’arrestation de Nowruz et lui demande en échange l’assurance qu’il obtiendrait la grâce de Ghazan. Qutlugh Châh essaie de questionner Nowruz mais celui-ci refuse de répondre arguant qu’il ne répondra qu’à Ghazan lui-même. Nowruz est jeté à terre et coupé en deux par le milieu. Sa tête est envoyée à Ghazan à Bagdad. Après la mort de Nowruz, Qutlugh Châh lève le camp et revient en Irak.

## Famille
Il était le fils d'Arghun Aqa et d'une femme appelée Sürmish et avait plusieurs enfants de plusieurs épouses;
- Toghanchuq Khatun (décédée en 1291) - fille d'Abaqa et de Kawkabi Egachi;
- Sultan Nasab Khatun - fille d'Ala al-Dawla (Atabeg de Yazd);
  - Sultanshah — obtenu le gouvernement de Yazd par Baïdou, ne l'a jamais occupé[18];
- Avec d'autres femmes;
  - Arghunshah - il à contrôlée ilkhan Togha Temür[19];
  - Une fille - mariée à Sarban, fils de Kaidu;
  - Une fille - mariée à Ürük Temür, fils de Yeye, fils de Kadan;
  - Ordu Buqa (exécuté en 1297);
  - Toghai (né en 1285);